# The Visitor (álbum)
The Visitor es el décimo noveno álbum de estudio de la banda británica de hard rock y heavy metal UFO, publicado en 2009 por el sello SPV/Steamhammer. Fue lanzado con el motivo de la celebración de los cuarenta años de carrera de la banda, desde su fundación en 1969.
Pete Way, uno de los miembros fundadores no pudo participar de la grabación por serios problemas de salud, siendo reemplazado por el amigo de la agrupación Peter Pichl, miembro de Nektar. A pesar de su colaboración, no fue acreditado en el disco pero sí en la página oficial de UFO, en la cual agradecieron su disposición.
Debutó en el puesto 99 en el Reino Unido, siendo el primer álbum de la agrupación en volver aparecer en la lista UK Albums Chart, desde Misdemeanor de 1985.

## Lista de canciones
| N.º | Título               | Escritor(es)         | Duración |  |
| 1.  | «Saving Me»          | Mogg, Moore          | 5:08     |  |
| 2.  | «On the Waterfront»  | Raymond              | 3:50     |  |
| 3.  | «Hell Driver»        | Mogg, Moore          | 4:26     |  |
| 4.  | «Stop Breaking Down» | Mogg, Moore          | 4:55     |  |
| 5.  | «Rock Ready»         | Mogg, Moore          | 3:06     |  |
| 6.  | «Living Proof»       | Mogg, Moore          | 4:32     |  |
| 7.  | «Can't Buy a Thrill» | Mogg, Moore          | 5:14     |  |
| 8.  | «Forsaken»           | Raymond              | 3:57     |  |
| 9.  | «Villans & Thieves»  | Raymond              | 3:34     |  |
| 10. | «Stranger in Town»   | Parker, Robert Barth | 3:39     |  |

| Pista adicional solo en edición Digipack |                                         |                     |          |  |
| N.º                                      | Título                                  | Escritor(es)        | Duración |  |
| 11.                                      | «Dancing with St. Peter» (edición 2009) | Mogg, Barth, Gaalas |          |  |

## Músicos
- Phil Mogg: voz
- Vinnie Moore: guitarra líder
- Paul Raymond: guitarra rítmica y teclados
- Andy Parker: batería
- Peter Pichl: bajo (músico invitado)